# 1218 Aster
1218 Aster är en asteroid i huvudbältet som upptäcktes den 29 januari 1932 av den tyske astronomen Karl Wilhelm Reinmuth. Asteroidens preliminära beteckning var 1932 BJ. Asteroiden fick sedan namn efter det stora växtsläktet med astrar.
Asters senaste periheliepassage skedde den 16 juli 2020.[Uppdatering behövs]